# الزدجال
شعب جدغال أو نُمار أو الزيغالي (بالسندية، جدگال) ويعرفون في عُمان باسم الزدجال، هي مجموعة عرقية ولغوية هندية آرية تتحدث اللغة الجدغالية. يتواجد الجدغال في منطقة بلوشستان في إيران وباكستان، وكذلك في عُمان.

## التأثيل
"جدغال" هو مصطلح بلوشي، مكون من كلمتين جَد (جَت،زط) وغال (خِطاب، تنظيم، مجموعة)، وهم في الأساس مجموعة من الزط. استخدم البلوش تاريخيًا كلمة جدغال للإشارة إلى السنديين الأصليين في منطقة بلوشستان، وللجدغاليين للغتهم الخاصة.
تُستخدم تسمية غال وغالي أيضًا في أفغانستان للقبائل غير المسلمة مثل وَيغال بَراغال بَشغال وما إلى ذلك. وتوجد أيضًا قبائل الجدغال في أقصى جنوب شرق أفغانستان. تشير الأماكن الموجودة في أفغانستان مثل جدغدالك في منطقة جلال آباد وغالداك في كالاتي غيلزي في منطقة قندهار إلى أن شعب جدغال سكن هذه الأماكن.

## التاريخ
غالبًا ما يرتبط شعب جدغال بزط بلوشستان. يشير عالم الإنسانيات هنري فيلد إلى أن أصل الجدغال يعود إلى المناطق الغربية من شبه القارة الهندية. هاجروا بعد ذلك إلى کولانش وما زالوا موجودين في السند وبلوشستان. استخدم البلوش تاريخيًا مصطلح جدغال للإشارة إلى قبائل السندية الأصلية في مكران، وقد تم استخدام المصطلح للتمييز بين السنود والبلوش.
يعتقد العديد من المؤرخين أن الجدغال كانوا السكان الأصليين لبلوشستان قبل وصول البلوش من شرق إيران. يرجع أصل قبائل أروال ومانجوثا في ديرا غازي خان إلى الجدغال. عندما وصل عرب إلى السند وبلوشستان المعاصرتين، التقوا بالجدغال على ساحل مكران وسموهم بالزيغالي. وفي عام 1811، قُتل العديد من جيش السيد سعيد بن سلطان البوسعيدي من البلوش وكذلك قوات مرتزقة من الجدغال في معركة مع الوهابيين ضد سلطنة عمان.

## التركيبة السكانية
يعيش نحو 100.000 جدغالي في باكستان وفقًا لتعداد عام 1998 الذي أجرته باكستان. في إيران، تنتمي مجموعة سَردارزاهي العرقية إلى أصل جدغالي، ويدعون أنهم من السند. ويبلغ عدد بقية أفراد الجدغال قرابة 25.000 نسمة وفقًا لتعداد عام 2008 الذي أجرته إيران. يعيش جميع أفراد الجدغال في إيران في مقاطعات سيستان وبلوشستان وهرمزكان وكرمان.

## اللغة
يتحدث معظم الجدغال لغتهم الأم الجدغالية. إنها إحدى اللغات السندية وواحدة من اللغتين الهنديتين الآريتين الأصليتين الوحيدتين اللتين يتم التحدث بهما في إيران[بحاجة لمصدر]. يعتقد العديد من اللغويين أن لهجة لاسي لشعب لاسي قد تكون مرتبطة بالجدغالية.

## القبائل
- سردارزهي
- بزنجو
- زِهري
- ساسولي
- منغل
- مير[18]
- هوت[18]
- بَند[19]
- كورك[19]
- رَيس/رئيسي[19]
- سنغار/سنغور[19]
- كيناجزاي[19]
- مهديزاي[19]
- روشانزاي[19]
- زينوزاي[19]